# Sambas de Enredo 2024: Grupo Especial (Carnaval de Vitória - ES)
Sambas de Enredo 2024: Grupo Especial (Carnaval de Vitória - ES) é um álbum com os samba-enredo das sete escolas de samba do Grupo Especial do Carnaval de Vitória para os desfiles de 2024. Foi lançado nas principais plataformas de streaming de áudio online, no dia 18 de outubro de 2023. Produzido e dirigido por Rafael Prates, o álbum foi gravado no Estúdio dOn! em Vitória no Espírito Santo durante o mês de setembro de 2023.
Sendo campeã do carnaval de 2023, a Mocidade Unida da Glória estampa a capa do álbum com um de seus carros alegóricos, também abre o álbum com uma faixa sobre o pintor Homero Massena, contando sua história desde criança até seu auge como artista. Vice-campeã do carnaval de 2023, a Unidos de Jucutuquara, é a 2ª faixa do álbum, a agremiação conta a história do Mosteiro Zen Budista Morro da Vargem, em comemoração aos seus 50 anos, desde a época das cabanas, até a grande estátua de Buda. Também é homenageado os tipos diferentes do Budismo, e o nascimento de Sidarta Gautama. A Independente de Boa Vista conta a história do município de Viana, seus encantos culturais e naturais, fazendo alusão a Araçatiba, pequena vila de Viana formada por descendentes de índios e negros, e a Mãe Petronilha, banda de congo mais antiga do município. 
A Chegou o Que Faltava faz uma homenagem a um patrimônio histórico cultural da cidade de Vitória, o Teatro Glória, cantando sobre o mar, o cais, e o antigo Éden Parque, recanto boêmio que havia no lugar antes da construção do prédio. O samba também conta o desenvolvimento da cidade no ponto de vista do teatro e como ele "viu" a cidade crescer e mudar. A Unidos da Piedade canta a sua própria história na avenida, exaltando suas religiosidades, histórias e memórias do povo da Fonte Grande.  A Novo Império aposta na história da cidade Barra de São Francisco, a história, fauna, flora, os indígenas botocudos, seu povo e cultura.  O Pega no Samba canta a história dos Emirados Árabes Unidos, contando sobre seus mercadores, desertos e cultura. 

## Capa
Tradicionalmente, a capa do álbum é uma imagem do desfile da campeã do carnaval anterior, neste caso, a Mocidade Unida da Glória, a capa é uma fotografia feita pela LIESGE de um dos carros alegóricos da escola.

## Faixas
Tradicionalmente, as faixas seguem a ordem da classificação do carnaval anterior, sendo assim, a primeira faixa é da campeã Mocidade Unida da Glória, e a segunda da vice-campeã Unidos de Jucutuquara e assim segue. A última faixa, é da escola que subiu do grupo de acesso para o grupo especial no último carnaval, sendo assim, o Pega no Samba é quem fecha o álbum.
| N.º            | Título                                                                                       | Compositor(es) | Intérpretes e participações    | Duração |  |
| 1.             | "Massena: Um Olhar em Aquarela" (MUG)                                                        | Carlos Jarjura, Cassius Macaé, Daniel Barbosa, Fernando Brito, Gigi da Estiva, Leandro Maciel, Lucas Rigonato, Mauricio Amorim, Rafael Mikaiá, Rico Bernardes, Roberth Melodia e Thiago Brito                  | Ricardinho da MUG              | 4:45    |  |
| 2.             | "Gassho... Caminhos de Sabedoria" (Jucutuquara)                                              | Carlos Jarjura, Cassius Macaé, Daniel Barbosa, Fernando Brito, Gigi da Estiva, Leandro Maciel, Lucas Rigonato, Mauricio Amorim, Rafael Mikaiá, Rico Bernardes, Roberth Melodia, Thiago Brito e Vinicius Moraes | Danilo Cezar                   | 4:54    |  |
| 3.             | "Viana Divinamente Brasileira" (Boa Vista)                                                   | Diego Troup, Ewerton Fernandes, Felipe Viana, Joao Machado, Lico Sambista, Renan Fraga, Thiago Lopes, Wesley Silva e Yuri Freitas                                                                              | Emerson Xumbrega               | 5:15    |  |
| 4.             | "Bravo! Abram-Se as Cortinas, o Glória em Cena" (Chegou O Que Faltava)                       | Carlos Jarjura, Cassius Macaé, Daniel Barbosa, Fernando Brito, Gigi da Estiva, Leandro Maciel, Lucas Rigonato, Mauricio Amorim, Rafael Mikaiá, Rico Bernardes, Roberth Melodia e Thiago Brito                  | Igor Vianna                    | 5:41    |  |
| 5.             | "Quilombo Piedade" (Unidos da Piedade)                                                       | Gibson Muniz, Gilson Bernini, Jefinho Rodrigues, Lourival das Neves e Sérgio Indio | Kleber Simpatia e Luiz Felipe  | 6:40    |  |
| 6.             | "Espírito Guerreiro Ancestral. Barra de São Francisco: A Sentinela Capixaba." (Novo Império) | Arthur Nicolau, Gabriel Nicolau, Vinicius Moraes e Vitor Fracalossi | Celso Junior e Vinícius Moraes | 5:24    |  |
| 7.             | "Pérolas do Deserto" (Pega no Samba)                                                         | Danilo Cezar, Alcides Junior, André Filosofia, Leandrinho LV, Nando do Cavaco, Rogério Só Filé, Ronny Potolski, Vinicius Moraes e Xandinho Nocera                                                              | Thiago Brito                   | 5:11    |  |
| Duração total: | Duração total:                                                                               | Duração total: | Duração total:                 | 0:37:53 |  |

## Os sambas no Carnaval